# Olga Anisimowa
Olga Wiktorowna Anisimowa (rus. О́льга Ви́кторовна Ани́симова, ur. 29 stycznia 1972 w Chanty-Mansyjsku) – rosyjska biathlonistka.
Olga Anisimowa urodziła się w "mekkce" rosyjskiego biathlonu – Chanty-Mansyjsku. Biathlon zaczęła trenować w 1986, reprezentując Klbu Armii. W 1993 r., w wieku 23 lat zadebiutowała w zawodach Pucharu Świata, startując w austriackim Bad Gastein. Zajęła wtedy 83. miejsce w biegu indywidualnym. tydzień później w Pokljuce po raz pierwszy w karierze zdobyła punkty do klasyfikacji generalnej PŚ, plasując się na 30 miejscu na 15 km. Po występach w Pokljuce w karierze Anisimowej nastąpiła dwuletnia przerwa w startach. Na arenie międzynarodowej ponownie pojawiła się w 1995 r. startując w zawodach otwierających sezon 1995/1996 w Östersund, gdzie zajęła bardzo dobre 10. miejsce. W kolejnych występach Anisimowa nie zdobywała punktów, zajmując miejsca na początku czwartej dziesiątki.
Przez kolejnych kilka lat Anisimowa albo w ogóle nie brała udziału w imprezach międzynarodowych albo uczestniczyła w zawodach niższej rangi jak Puchar Europy. Powrót do Pucharu Świata nastąpił pod koniec sezonu 2004/2005. Anisimowa zajęła wtedy 61 pozycję w sprincie nie kwalifikując się do biegu pościgowego. Rok później Rosjanka również sporadycznie prezentowała się w PŚ. Regularniejsze występy nastąpiły dopiero w sezonie 2006/2007. Anisimowa zajęła wtedy 21. miejsce w klasyfikacji generalnej, a jej najlepszą pozycją było siódme miejsce w sprincie w Pokljuce. W sezonie 2007/2008 Olga zajęła najlepszą swoją dotychczasową pozycję w karierze plasując się na drugim miejscu w biegu masowym w Oberhofie.

## Puchar świata

### Miejsca na podium w zawodach Pucharu Świata
| Lp. | Dzień      | Rok  | Miejscowość | Konkurencja            | Lokata | Pudła   | Czas biegu   | Strata  | Zwycięzca        |
| --- | ---------- | ---- | ----------- | ---------------------- | ------ | ------- | ------------ | ------- | ---------------- |
| 1.  | 6 stycznia | 2008 | Oberhof     | Bieg masowy na 12,5 km | 2.     | 0+0+1+1 | 41:45.38 min | +59.2 s | Magdalena Neuner |

### Miejsca w zawodach Pucharu świata
| Konkurencja | Bieg indywidualny | Sprint | Bieg pościgowy | Bieg masowy | Bieg drużynowy | Sztafeta | Razem |
| ----------- | ----------------- | ------ | -------------- | ----------- | -------------- | -------- | ----- |
| 1. miejsce  |                   |        |                |             |                | 2        | 2     |
| 2. miejsce  |                   |        |                | 1           |                | 1        | 2     |
| 3. miejsce  |                   |        |                |             |                | 1        | 1     |
| Top 10      | 1                 | 4      | 2              | 2           |                |          | 9     |
| Punktowała  | 4                 | 11     | 11             | 7           |                | 7        | 40    |
| Starty      | 10                | 25     | 14             | 7           |                | 8        | 64    |